# José Hernández
José Rafael Hernández y Pueyrredón známý jako José Hernández (10. listopadu 1834, Chacra de Pueyrredón - 21. října 1886, Buenos Aires) byl argentinský básník, novinář a politik. Je autorem epické básně Martín Fierro, která je jedním z národních argentinských literárních děl. Založil deník El Río de la Plata.
Měl španělský původ. Narodil se na farmě nedaleko San Martínu.
Angažoval se ve Federální straně (Partido Federal). Obhajoval místní autonomii a bojoval proti imigraci. Bojoval za federální republiku se silným vzdělávacím systémem a gramotnou populací. Oponoval centralizačním, modernizačním a evropizačním tendencím argentinského prezidenta Domingo Faustino Sarmienta, ale i "federalistickému" generálovi Juana Manuelu de Rosasovi, kterého označil za tyrana a despotu.
Báseň Martín Fierro začal psát během exilu v Brazílii po porážce v Ñaembé (1870), zveřejněna byla ve dvou částech (v letech 1872 a 1879).
Zemřel na srdeční onemocnění. Byl pohřben na hřbitově La Recoleta v Buenos Aires.